# Arara (Ukarãgmã)
Die Arara Ukarãngmã (auf Deutsch in etwa „Volk des roten Ara“), auch als Arara do Pará bezeichnet, sind ein indigenes Volk im brasilianischen Bundesstaat Pará, am linken Ufer des Rio Iriri kurz vor seiner Einmündung in den Rio Xingu. Ihre Sprache, als Pará Arára bezeichnet, gehört zur Sprachfamilie Karib und hat den ISO 639-3-Sprachcode aap.

## Population
Laut Zählung von SIASI/SESAI lebten 2014 298 der 314 Arara Ukarãngmã in der Terra Indígena Arara (TI Arara). Das Gebiet umfasst 274.000 Hektar und liegt zur Hälfte im Munizip Brasil Novo, die andere Hälfte liegt in den Munizips von Altamira, Medicilândia und Uruará. Es grenzt im Süden an den Rio Iriri und im Norden an die Fernstraße Transamazônica.

## Lebensweise
Die Menschen leben von der Jagd und vom Fischfang und bauen Maniok, Süßkartoffeln, Getreide, Bananen und Ananas an.
Für Feiern und Rituale bemalen sich die Arara mit außerordentlich schönen, kräftigen Malereien, wozu sie schwarze Farbe aus der Frucht Jenipapo hergestellt wird. Sie leben in großen Gemeinschaftshäusern aus Holz und Palmwedeln.

## Probleme
Infolge des 1972 begonnenen Straßenbauprojektes Transamazônica, das die Atlantik- und Pazifikküste des Kontinentes miteinander verbinden soll, wurde das Volk kontaktiert. Über lange Jahre vermieden sie jeden Kontakt und kämpften für die Verteidigung ihres Landes. Infolge des Kontakts leiden die Arara unter eingeführten Krankheiten, gegen die sie kein Immunsystem besitzen.
Heute ist das Leben der Arara durch die Aktivitäten von Jaguar-Jägern, Kautschukzapfern, Siedlern und Holzfällern bedroht. Darüber hinaus sind die Wälder der Arara reich an Mahagoni und anderen Harthölzern und deswegen sehr begehrt bei Holzfällerfirmen. Mit Bulldozern haben sie Straßen durch das Land der Arara geschlagen, die inzwischen schätzungsweise 1000 Siedler-Familien in das Gebiet gebracht haben.
Weil die Holzfäller und Siedler den Wald immer weiter zerstören, wird das Gebiet, von dem die Arara abhängig sind, knapp.